# Laurent Campourcy
Pas d'image ? Cliquez ici

a Compétitions nationales et continentales officielles uniquement.

Laurent Campourcy, né le 27 avril 1981, est un ancien joueur de rugby à XV français qui évoluait au poste de pilier (1,89 m pour 128 kg).

## Carrière
- 1987-1997 : Stade beaumontois
- 1997-2002 : US Colomiers
- 2002-2004 : Stade toulousain
- 2004-2008 : Tarbes PR
- 2008-2009 : CS Lons
- 2009-2011 : Cahors rugby
- 2011-2012 : CA Lannemezan
- 2012-2014 : US Vic-en-Bigorre

## Palmarès
- Champion de France Espoir : 2003